# Дивљи светац
„Дивљи светац“ је југословенски филм из 1989. године. Режирао га је Богдан Рушкуц, а сценарио је писао Војислав Деспотов. Драма о младом Мити Обрадовићу, алијас Доситеју, смештена на благе хоповске падине описује његовна духовна трагања и интелектуална лутања. Гладног знања, натпросечно писменог за ондашње прилике, прихвата игуман познат по својој прекој нарави и слободоумним схватањима црквених канона. Доситејев боравак у манастиру Хопово коинцидира са последњим данима и прогоном необичног оца игумана у Шишатовац. Видевши унутрашње трзавице и расколе који потресају цркву, Доситеј одлази у свет у потрази за знањем.

## Улоге
| Глумац              | Улога                     |
| ------------------- | ------------------------- |
| Љубивоје Тадић      | Доситеј Обрадовић         |
| Васја Станковић     | Игуман Теодор Милутиновић |
| Мира Бањац          | Микина мајка              |
| Новак Билбија       | Теофан                    |
| Стеван Гардиновачки | Макарије                  |
| Милан Михаиловић    | Василије                  |
| Драгомир Пешић      | Мика                      |
| Михајло Плескоњић   | Павле                     |
| Растко Тадић        | Илија                     |
| Давид Тасић         | Антоније                  |